# Perystom (zoologia)
Perystom, peristom, perystomium (łac. peristomium, peristoma) może oznaczać:
- część aparatu oralnego, zagłębienie gębowe niektórych orzęsków, zwykle w postaci tarczy lub lejka[1],
- horyzontalna tarcza gębowa antopolipa[2],
- położony za prostomium segment gębowy pierścienic[2],
- u niektórych owadów – dolny brzeg puszki głowowej; może dzielić się na 3 części: epistom, pleurostom i hipostom[3].